# Coburger Kreis
Der Coburger Kreis war ein loser Zusammenschluss russischer Emigranten nach dem Ersten Weltkrieg im Jahr 1923 in der Stadt Coburg. 
Kopf der Gruppierung war Großfürst Kyrill Romanow. Man suchte den Kontakt zu rechtskonservativen Kreisen in Deutschland, um konterrevolutionäre Kreise in Russland zu unterstützen. So hatte auch der Weltkriegsgeneral Erich Ludendorff mit Kyrill Romanow Verhandlungen geführt. Nach Kyrill Romanows Umzug nach Paris 1924 scheint sich der Kreis aufgelöst zu haben.